# Новая Деревня (Путятинский район)
 Новая Деревня  — поселок в Путятинском районе Рязанской области. Входит в Большеекатериновское сельское поселение

## География
Находится в северо-восточной части Рязанской области на расстоянии приблизительно 21 км на восток-юго-восток по прямой от районного центра села Путятино.

## История
На карте 1850 года была показана как Новая. В 1862 году здесь (тогда деревня Новая или Богородицкая Шацкого уезда Тамбовской губернии) было учтено 18 дворов. Была отмечена на карте 1971 года как поселение с населением приблизительно 550 человек.

## Население
Численность населения: 146 человек (1859 год), 443 в 2002 году (русские 91 %), 384 в 2010.